# Trettholmen (Alver)
Ne doit pas être confondu avec Trettholmen.
Trettholmen est une île norvégienne dans le comté de Hordaland. Elle fait partie du territoire de l'ancienne commune de Meland, aujourd'hui rattachée à Alver.

## Géographie
Rocheuse et couverte d'une légère végétation, à fleur d'eau, elle s'étend sur environ 201 m de longueur pour une largeur approximative de 146 m. 